# Jan Burzawa
Jan Burzawa (ur. 7 lutego 1921 w Kalejczycach na Podlasiu, zm. 9 stycznia 1996 w Braniewie) – major Wojska Polskiego, uczestnik szlaku bojowego do Berlina, odznaczony Orderem Virtuti Militari.

## Życiorys

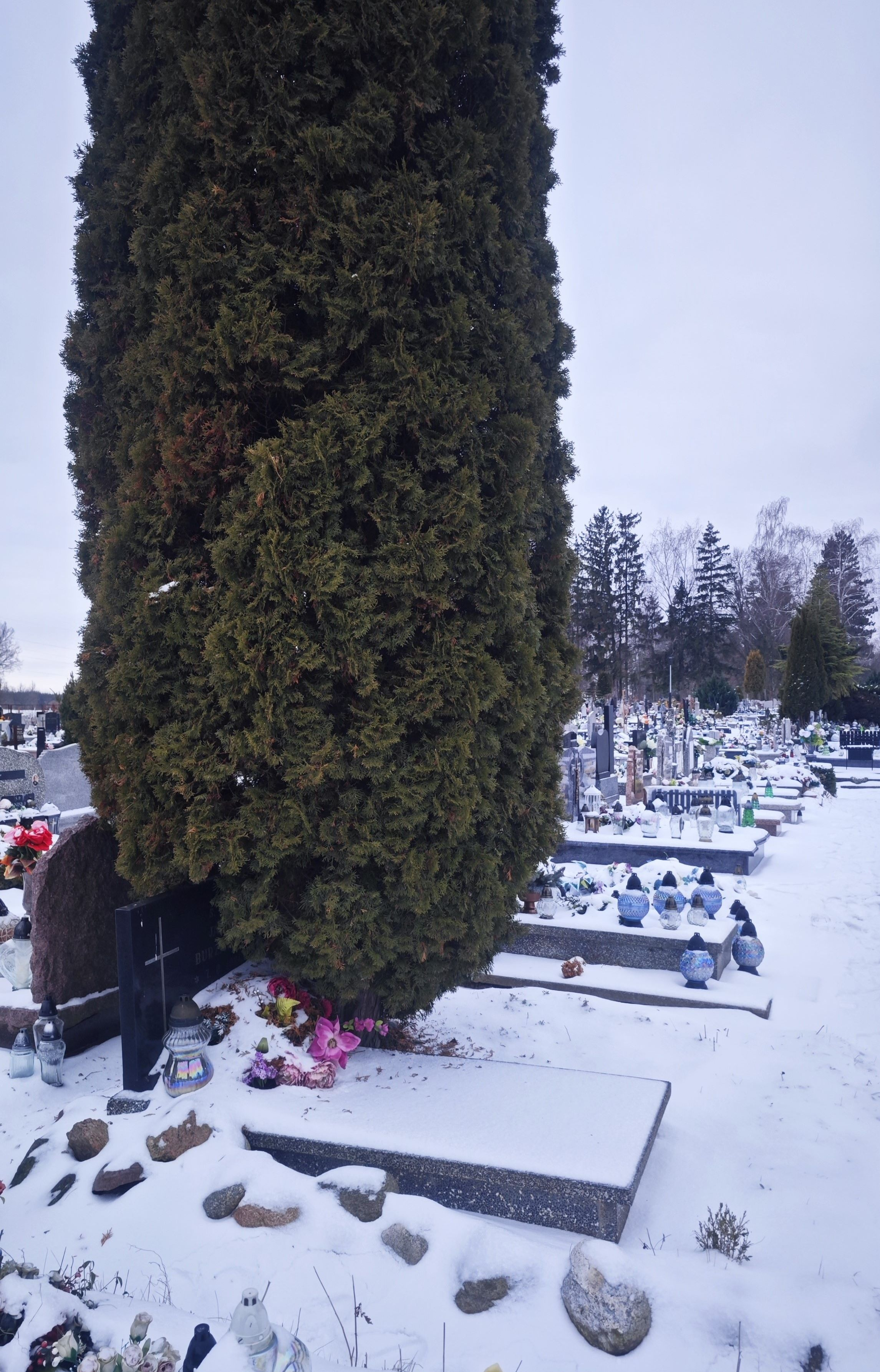
Grób (pierwszy) na cmentarzu przy ul. Elbląskiej

Urodził się 7 lutego 1921 roku w Kalejczycach w ówczesnym województwie białostockim w rodzinie leśnika. W 1936 ukończył szkołę podstawową. Następnie poszedł w ślady ojca, podejmując pracę w Lasach Państwowych. Po wybuchu II wojny światowej w 1939 roku rozpoczęła się okupacja tych terenów przez Armię Czerwoną. Rodzina Burzawów, jak wiele innych, została deportowana w głąb ZSRS. Trafili do północnego Kazachstanu, pracowali tam przy wyrębie tajgi. Po ataku Niemiec na Związek Sowiecki w 1941 roku pojawiła się możliwość rozpoczęcia służby w formowanym Wojsku Polskim. Jan zgłosił się na ochotnika. Nie zdążył jednak zarekrutować się do Armii gen. Andersa i od 17 maja 1943 rozpoczął służbę w 1 Dywizji Piechoty im. Tadeusza Kościuszki dowodzonej przez, wówczas pułkownika, Zygmunta Berlinga. Z tym oddziałem przeszedł cały szlak bojowy, począwszy od pierwszej bitwy 12 października 1943 pod Lenino jako zwiadowca artylerii, kończąc 9 maja 1945 w zdobytym Berlinie. W tym czasie awansował na kolejne stopnie wojskowe. Gdy był w stopniu chorążego, ukończył kurs oficerski. Wojnę zakończył będąc w stopniu kapitana.
Po wojnie pełnił służbę w 6 Białostockim Oddziale Wojsk Ochrony Pogranicza. Następnie został przeniesiony do dalszej służby w WOP w Braniewie. Z przyczyn politycznych został przedwcześnie zwolniony ze służby wojskowej. Podjął pracę w handlu, najpierw w Gminnej Spółdzielni, a następnie w Wojskowym Przesiębiorstwie Handlowym. W 1986 roku przeszedł na emeryturę, pracując jeszcze przez 4 lata na pół etatu.
Zmarł 9 stycznia 1996 roku. Pochowany został 12 stycznia na cmentarzu komunalnym położonym przy ul. Elbląskiej. W ostatnią drogę odprowadziła go rodzina, duży krąg znajomych i przyjaciół oraz przedstawiciele wojska. Oprawa ceremonii pogrzebowej była bardzo uroczysta: obecny był poczet wojskowy ze sztandarem, kompania honorowa, orkiestra, trumnę nakryto flagą z szarfą Krzyża Virtuti Militari, przy trumnie asystowała grupa oficerów.

## Życie osobiste
Jeszcze w czasie wojny poznał swoją przyszłą żonę Eugenię, która była również żołnierzem Wojska Polskiego, służyła w stopniu kaprala jako telegrafistka w sztabie 2 Dywizji Piechoty im. Henryka Dąbrowskiego. Związek małżeński zawarli po wojnie, w 1946 roku. Mieli dwóch synów.

## Odznaczenia
Odznaczony został m.in.:
- Orderem Virtuti Militari
- Krzyżem Walecznych